# سام جونسون (لاعب كرة قدم ليبيري)
سام جونسون (بالإنجليزية: Sam Johnson)‏ (6 مايو 1993 بمونروفيا في ليبيريا - ) هو لاعب كرة قدم ليبيري في مركز الهجوم. شارك مع منتخب ليبيريا تحت 23 سنة لكرة القدم ومنتخب ليبيريا لكرة القدم. أما مع النوادي، فقد لعب مع نادي يورغوردينس وIK Frej ‏ وHärnösands FF ‏ وAssyriska Föreningen i Norrköping ‏ ونادي ووهان وJuventus IF ‏ وNimba FC ‏.

## وصلات خارجية
- سام جونسون على موقع اتحاد السويد (السويدية)
- سام جونسون على موقع الدوري الأمريكي (الإنجليزية)
- سام جونسون على موقع قاعدة بيانات كرة القدم.إي يو (الإنجليزية)
- سام جونسون على موقع ناشيونال فوتبول تيمز (الإنجليزية)
- سام جونسون على موقع Soccerway.com (الإنجليزية)